# Нейтральність до ризику страхової компанії
Нейтральність до ризику страхової компанії — стан страхової компанії, при якому вона при певному очікуваному доході байдужа до вибору між гарантованим і ризиковим результатами. Для компанії, нейтральної до ризику, важливий середній прибуток. Оскільки він буде дорівнювати нулю (відхилення взаємно погашаються), то така гра не викликає в нього інтересу. Рівномірне збільшення доходу викликає і лінійний ріст загальної корисності.

## Розрахунок
Основним припущенням, якого дотримуються, с припущення про нейтральність до ризику страхової компанії.

Для забезпечення своєї нейтральності до ризику компанія повинна мати солідний капітал. Дійсно, маючи в кишені 10,000,000 гривень, можна взяти участь у лотереї з виграшем та програшем 10,000 з імовірностями 0.5 (нейтральність до ризику в межах 10,000 гривень). Маючи всього 10,000 гривень, майже ніхто не буде ризикувати всім статком, і для нього «справедлива лотерея» з нульовим виграшем буде невигідною, оскільки сподівання отримати додатково по компенсується жахом залишитись без нічого.

Якщо страхова компанія нейтральна до ризику, то її функція корисності буде лінійною, а сподівана корисність матиме такий вигляд:
{\displaystyle M(\sum _{i}[r*(1+I)-qI]*(x(r,q))=(\sum _{i}(1-MI)-qMI)*x(r,q)}
Полічимо математичне сподівання індикатора страхового випадку:
{\displaystyle M=1*\pi +0*(1-\pi )=\pi }
де Π — імовірність страхового випадку для клієнта s.
Звідси, модель страхової компанії за умови її нейтральності до ризику можна записати у вигляді:
{\displaystyle V(rq)=\sum [r*(1-\pi )-q*\pi ]*x(rq)}
Модель наочно демонструє дилему, яка виникає перед страховою компанією: під знаком суми містяться додатки, що є добутками співмножників, один з яких {\displaystyle r(1-\pi )-q\pi } збільшується, коли більш жорсткі правила страхування (більший питомий страховий внесок та менша питома страхова винагорода), інший {\displaystyle x(r,q)} — зменшується.

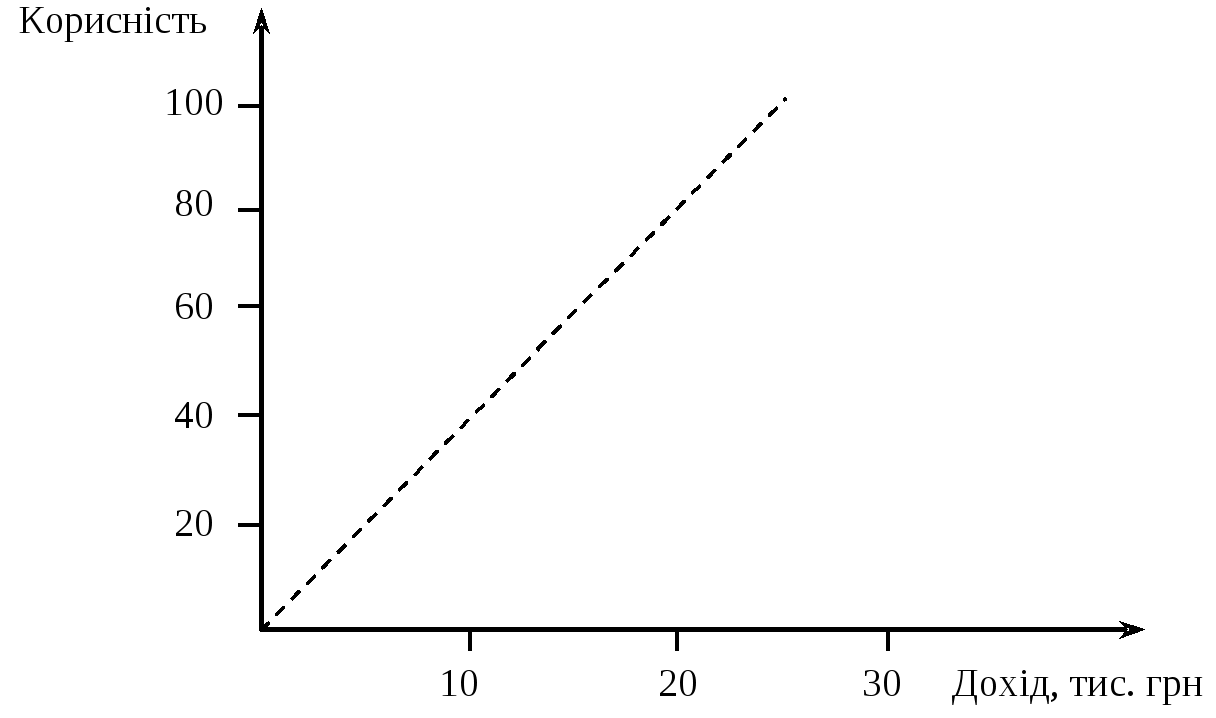
Графік нейтральності до ризику

## Приклад
Для спрощення розрахунків буде запроваджене додаткове припущення: всі клієнти однакові, тобто мають однакові функції корисності й імовірності страхових випадків.

Залишимо основні параметри моделі клієнта незмінними порівняно з прикладом, який розглядався вище, тобто: А = 20 000; п= 0.0001.
Система цінностей особи, яка страхується.

Особливостями системи цінностей особи, яка може скористатись послугами страхової компанії, є те, що найбільш болючими для неї будуть втрати останніх одиниць активу (20 ютилів за кожну тисячу з останніх п'яти). Кожна з наступних п'яти одиниць і втрата перших одиниць — найменш болюча.
На відміну від моделі клієнта питомий страховий платіж вже не фіксується й не є об'єктом вибору.

## Див.також
- Страхова компанія
- Страхова послуга
- Модель страхової компанії